# Мерак
Мерак, Бета Большой Медведицы (лат. β Ursae Majoris), 48 Большой Медведицы (лат. 48 Ursae Majoris), HD 95418 — двойная звезда в созвездии Большой Медведицы на расстоянии приблизительно 97 световых лет (около 29,6 парсек) от Солнца. Видимая звёздная величина звезды — +2,37m. Возраст звезды оценивается как около 410 млн лет.
Это пятая по светимости звезда в созвездии.

## Характеристики
Первый компонент — белая звезда спектрального класса A0, или A1IVps. Масса — около 2,59 солнечной, радиус — около 3,694 солнечных, светимость — около 70,632 солнечных. Эффективная температура — около 9790 К.
Второй компонент — красный карлик спектрального класса M. Масса — около 100,86 юпитерианской (0,09628 солнечной). Удалён в среднем на 2,27 а.е..

## Описание
Звезда Мерак является одиночной звездой в движущейся группе звёзд Большой Медведицы, в которую входит 220 звёзд возрастом от 200 до 400 млн лет, образовавшихся в общем скоплении молекулярного облака с почти одинаковыми характеристиками направления движения, скорости, состава и возраста.
Звезда представляет собой яркий субгигант спектрального класса A1IV с видимой звёздной величиной 2,34m. Масса звезды в различных источниках разнится в пределах от 2,38 до 3,49 M☉, средняя оценка массы составляет 2,63 M☉. Это обусловлено всё тем же молодым возрастом звезды около 384 млн лет и поглощением окружающего вещества в молекулярном облаке. Радиус звезды составляет 3,04 R☉, светимость 63,99 L☉ ± 5,02 L☉, температура 9871 К, что соответствует температурным параметрам движущейся группы. Сама звезда находится в 96,62 св. лет (29,623 пк) от Земли.
На данный момент звезда проходит этап своего «взросления», и такой, какой она сейчас наблюдается, останется примерно ещё до 450—550 млн лет. После сжигания всего водорода начнётся горение гелия, которое будет продолжаться ещё около 200—250 млн лет, за это время у звезды будут снижаться температура и увеличиваться размеры, а спектр будет смещаться в красную сторону. На окончательном этапе своей жизни звезда станет красным гигантом. В конце своего жизненного пути сбросит внешние слои, оставив после себя белый карлик.

## Название звезды
Имя собственное Мерак для звезды β UMa было утверждено Международным астрономическим союзом в июле 2016 года как основное ввиду стандартизации имён собственных, целью которого было официально каталогизировать имена звёзд, начиная с самых ярких и самых известных.